# Riverdale (Illinois)
Riverdale é uma aldeia localizada no estado americano de Illinois, no Condado de Cook.

## Demografia
Segundo o censo americano de 2000, a sua população era de 15.055 habitantes.
Em 2006, foi estimada uma população de 14.418, um decréscimo de 637 (-4.2%).

## Geografia
De acordo com o United States Census Bureau tem uma área de 9,8 km², dos quais 9,4 km² cobertos por terra e 0,4 km² cobertos por água.

## Localidades na vizinhança
O diagrama seguinte representa as localidades num raio de 4 km ao redor de Riverdale.